# Marion Aye
Marion Aye née  Maryon Eloise Aye, (5 avril 1903 - 21 juillet 1951), est une  comédienne et actrice américaine des comédies et des westerns du cinéma muet.

## Biographie
Née à Chicago dans l'Illinois, son père, un riche avocat, décide en 1911, de s'installer avec sa famille, à Los Angeles. Marion a un jeune frère nommé James, né en 1907. En 1917, elle travaille comme extra dans les  Studios Balboa situés à Long Beach où elle s'amourache du cameraman, Sherman William Plaskett, de 10 ans son aîné. Lui ayant menti sur son age, ils partent se marier, le 11 mars 1918 à Santa Ana et déclare sur son contrat de mariage qu'elle est âgée de 18 ans. Malheureusement, affecté par la grippe espagnole, il meurt sept mois plus tard, laissant une veuve de quinze ans.
Remarquée par Mack Sennett, elle intègre la troupe des "Bathing Beauties" et part en tournée à Broadway, en 1919, participant au spectacle promotionnel du film  "Yankee Doodle in Berlin".
Puis elle fait, la même année, ses débuts au cinéma, dans le court métrage Hearts and flowers de Mack Sennett à Los Angeles.
Elle repart en tournée avec les "Bathing Beauties" sous la direction de Bothwell Browne se produisant dans les chaînes de théâtres d' Orpheum et de Keith, dessinant une route au travers le pays constituée de plus de 40 théâtres et 36 villes . Le 23 janvier 1920, elle épouse Harry D. Wilson, alors directeur de la revue de Broadway, et futur cofondateur de la WAMPAS en 1922.
Quittant New York pour Los Angeles, Maryon est la première actrice à signer un contrat avec la First National Pictures, comprenant une clause de moralité alors que Harry devient agent de presse. Puis elle enchaîne quelques films dont The Hick, The Weak-End Party ou encore  Montana Bill, et commence la série western de 18 épisodes de "Cactus Features" dans laquelle elle tient le premier rôle féminin au côté de Bob Reeves selon les termes de son contrat d'engagement signé avec Lesser et Rosenberg.
En 1922, le comité de la WAMPAS sélectionne Marion pour faire partie de la première promotion des treize Baby Stars de la Western Associated Motion Picture Advertisers (WAMPAS) composée entre autres par Jacqueline Logan et Kathryn McGuire. Bonne actrice et bonne danseuse, elle montre ces talents dans une dizaine de courts métrages cette année-là. Elle divorce également de Harry, alors membre du bureau exécutif de la WAMPAS.
Elle tourne dans cinq films tenant des rôles secondaires entre 1923 et 1925. En 1925, elle incarne le rôle de l'ingénue dans la pièce à succès White Collars qui aura tenu l'affiche pendant deux ans, à Los Angeles.
Délaissée par le cinéma, elle remonte sur les planches des théâtres californiens pour interpréter des rôles dans des vaudevilles et des comédies farce comme en 1932, dans "The married virgin".
Le 22 septembre 1936, elle épouse Ross Wilson Forrester, le comédien et acteur, rencontré lors de la pièce de théâtre White Collars. Peu de temps après, ils prennent leurs retraites de l'industrie du divertissement.

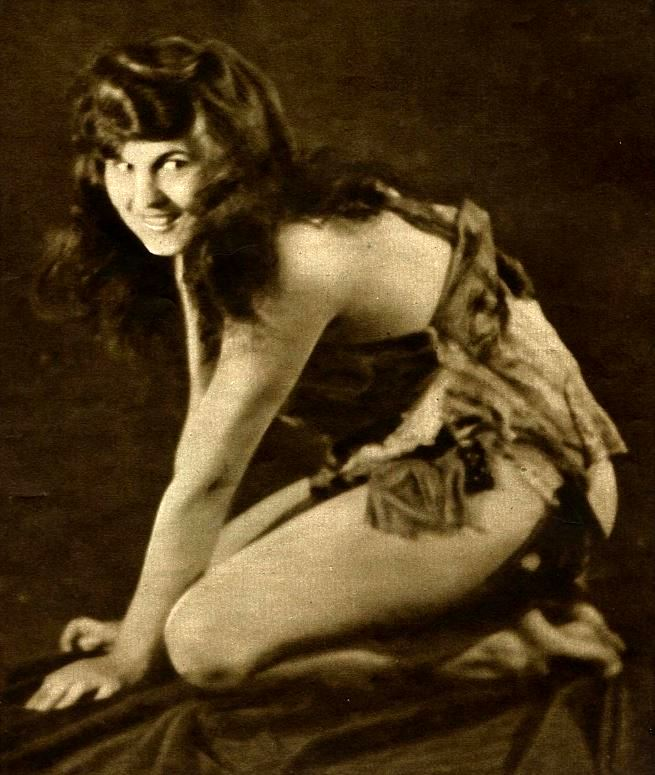
Aye en 1921

Ne voulant pas vivre dans le passé, elle souffre de l'oubli dont le cinéma fait preuve à son égard et fait plusieurs tentatives de suicide avant que n'aboutisse, à Alhambra, celle par empoisonnement du 21 juillet 1951.
Son troisième mari, Ross Forester fut inconsolable de n'avoir pas pu mesurer sa détresse ni prendre ses menaces au sérieux. Maryon Aye est inhumée au cimetière de Forest Lawn Memorial Park de Glendale, à l'age de 48 ans, aux côtés de sa mère décédée cinq mois auparavant.

## Filmographie

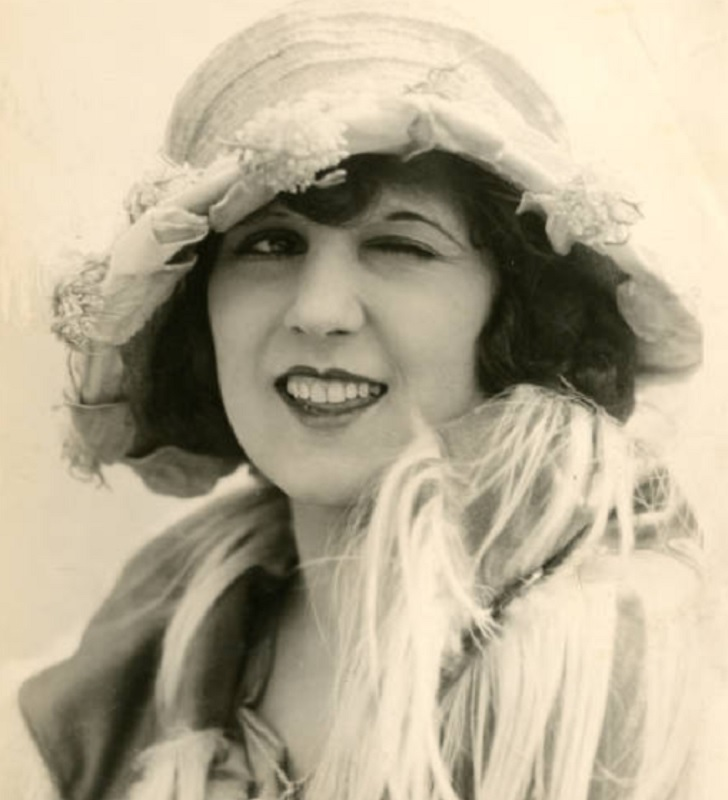
Marion Aye dans The Weak-End Party (1922).

- 1919 : Hearts and Flowers (non créditée), réalisé par Edward F. Cline
- 1919 : Why Beaches Are Popular  une baigneuse, réalisé par F. Richard Jones
- 1920 : Pretty Lady une baigneuse, réalisé par John G. Blystone
- 1921 : The Sportsman réalisé par Larry Semon et Norman Taurog
- 1921 : The Hick réalisé par Larry Semon et Norman Taurog : la fille du fermier
- 1921 : Montana Bill réalisé par Phil Goldstone et Louis King : Ruth
- 1921 : The Vengeance Trail réalisé par Charles R. Seeling : Grace Winwood
- 1921 : Broadway Buckaroo réalisé par Phil Goldstone : la fille
- 1922 : The Weak-End Party réalisé par Gilbert M. Anderson
- 1922 : Streak of Yellow réalisé par Albert S. Rogell
- 1922 : Double Reward réalisé par Albert S. Rogell
- 1922 : No Man's Gold réalisé par Albert S. Rogell
- 1922 : The WAMPAS Baby Stars of 1922 :  Maryon
- 1922 : Phantom of the Hills réalisé par Albert S. Rogell
- 1922 : West Meets East réalisé par Albert S. Rogell
- 1922 : His Brother's Blood réalisé par Albert S. Rogell
- 1922 : The Claim Jumpers réalisé par Albert S. Rogell
- 1922 : Rigolo champion de billard réalisé par Gilbert M. 'Broncho Billy' Anderson : Lilly
- 1922 : The Punctured Prince réalisé par Hugh Fay et Hunt Stromberg : un vampire
- 1923 : Trois Femmes pour un mari (The Eternal Three)  de Marshall Neilan et Frank Urson : une serveuse
- 1923 : The Meanest Man in the World réalisé par Edward F. Cline : Nellie Clarke
- 1924 : La Sirène de Séville réalisé par Jerome Storm et Hunt Stromberg : la femme
- 1924 : Le Dernier Homme sur terre (The Last Man on Earth) de John G. Blystone
- 1924 : Le Ravageur (The Roughneck) réalisé par Jack Conway : la fille de Marrat
- 1924 : Le mari de Janette réalisé par Edmund Mortimer : la fille
- 1926 : Irène réalisé par Alfred E. Green : Helen Cheston
- 1930 : Up the River réalisé par John Ford